# 姜卫鹏
姜卫鹏（1993年1月3日—），足球运动员，出生于中国江苏省连云港市，现效力于中国足球甲级联赛球队延边富德队，司职后卫。

## 职业生涯
2013年，姜卫鹏从天津康师傅青年队首次晋升至一线队，这象征着他职业足球生涯的开始。同年7月10日，姜卫鹏在天津康师傅队客场挑战辽宁宏运队的比赛中完成了成年队首秀。2014年，姜卫鹏被租借至天津华瑞德足球俱乐部，但由于天津华瑞德未能成功注册中国足球乙级联赛，姜卫鹏于同年7月被转手租借至江西联盛足球俱乐部。2014年8月2日，他在江西联盛队主场迎战四川隆发队的比赛中完成了球队首秀。然而，就在完成江西队首秀的同一个月，姜卫鹏在训练中不幸骨折，赛季宣告报销。姜卫鹏以预备队球员的身份在天津泰达队度过了2015赛季。
2016年3月，姜卫鹏正式转会至海南博盈足球俱乐部。同年8月20日，姜卫鹏在海南博盈队客场1:0战胜南通支云队的比赛中获得进球，这是他在职业足球生涯中的首个进球。
2017年1月19日，姜卫鹏回归中国足球超级联赛，正式转会至延边富德足球俱乐部。同年3月5日，姜卫鹏在延边富德队0:0战平重庆力帆队的比赛中完成了延边队首秀。

## 统计数据
以下数据来自搜达体育，更新至2017赛季。
| 俱乐部 | 俱乐部       | 俱乐部 | 联赛   | 联赛   | 联赛杯 | 联赛杯 | 超级杯 | 超级杯 | 洲际比赛 | 洲际比赛 | 总计   | 总计   |
| 赛季   | 俱乐部       | 联赛   | 出场数 | 进球数 | 出场数 | 进球数 | 出场数 | 进球数 | 出场数   | 进球数   | 出场数 | 进球数 |
| 中国   | 中国         | 中国   | 联赛   | 联赛   | 足协杯 | 足协杯 | 超级杯 | 超级杯 | 亚冠     | 亚冠     | 总计   | 总计   |
| ------ | ------------ | ------ | ------ | ------ | ------ | ------ | ------ | ------ | -------- | -------- | ------ | ------ |
| 2013   | 天津康师傅   | 中超   | 0      | 0      | 1      | 0      | -      | -      | -        | -        | 1      | 0      |
| 2014   | 江西联盛     | 中乙   | 1      | 0      | 0      | 0      | -      | -      | -        | -        | 1      | 0      |
| 2016   | 海口博盈海汉 | 中乙   | 19     | 1      | 3      | 0      | -      | -      | -        | -        | 22     | 1      |
| 2017   | 延边富德     | 中超   | 25     | 0      | 1      | 0      | -      | -      | -        | -        | 26     | 0      |
| 总计   | 中国         | 中国   | 45     | 1      | 5      | 0      | 0      | 0      | 0        | 0        | 50     | 1      |